# Fußball-Amateurliga Bremen 1963/64
Die Fußball-Amateurliga Bremen 1963/64 war die fünfzehnte Spielzeit der höchsten Amateurklasse des Bremer Fußball-Verbandes. Meister wurde der Blumenthaler SV. 

## Abschlusstabelle
| Platz | Verein              | Sp. | Tore  | Punkte |
| ----- | ------------------- | --- | ----- | ------ |
| 1.    | Blumenthaler SV     | 28  | 86:36 | 42:14  |
| 2.    | Bremer SV           | 28  | 69:34 | 37:19  |
| 3.    | SV Woltmershausen   | 28  | 73:45 | 34:22  |
| 4.    | Eintracht Bremen    | 28  | 60:47 | 33:23  |
| 5.    | SV Hemelingen       | 28  | 44:34 | 33:23  |
| 6.    | Bremen 1860         | 28  | 49:40 | 33:23  |
| 7.    | Werder Bremen Amat. | 28  | 68:45 | 31:25  |
| 8.    | AGSV Bremen (M)     | 28  | 34:37 | 29:27  |
| 9.    | Polizei SV Bremen   | 28  | 60:48 | 28:28  |
| 10.   | Hastedter TSV (N)   | 28  | 51:65 | 26:30  |
| 11.   | TSV Wulsdorf        | 28  | 62:76 | 24:32  |
| 12.   | ATS Buntentor       | 28  | 30:50 | 23:33  |
| 13.   | TuRa Bremen         | 28  | 26:58 | 18:38  |
| 14.   | SG Oslebshausen (N) | 28  | 34:79 | 17:39  |
| 15.   | SV Grohn            | 28  | 32:84 | 12:44  |

(M) Meister der Vorsaison

(N) Aufsteiger

## Aufstieg
Der Meister Blumenthaler SV in der anschließenden Aufstiegsrunde zur Regionalliga Nord keinen Erfolg.